# Rotbauch-Zwergspecht

Verbreitungsgebiet des Rotbauch-Zwergspechtes

Der Rotbauch-Zwergspecht (Picumnus rufiventris) ist eine Vogelart aus der Gattung der Zwergspechte (Picumnus) aus der Familie der Spechte (Picidae).
Der Vogel kommt von Südkolumbien über Bolivien und Ecuador bis Westbrasilien im Amazonasbecken bis 1250 m vor.
Der Lebensraum umfasst Unterwuchs und kleine lianenbehangene Bäume im Galeriewald und Sekundärwald wassernah, Várzea im Tiefland und den Vorbergen bis 1400 m. Bevorzugt wird Dickicht mit Gynerium sagittatum oder Guadua-Bambus
Der Artzusatz kommt von lateinisch rufus ‚rot, rötlich‘ und lateinisch venter, ventris ‚Bauch‘.

## Merkmale
Die Art ist 9–11 cm groß, wiegt 12–16 g. Charakteristisch ist die helle kastanienbraune Färbung der Brust, der grünliche Rücken  und die fein gepunktete schwarze Kopfkappe. Beim Männchen tragen einige Federn an Stirn, Kopfseiten und am hinteren Scheitel weiße bis gelbbraune Spitzen, ansonsten ist die Kopfkappe rot gefleckt. Die Zügel haben weißliche Punkte, die Rückseite ist unstrukturiert gelblich bis oliv, Flügeldecken und Flugfedern tragen oliv-grünliche Ränder. Die Unterflügeldecken sind zimtfarben. Kopfseiten, das schmale Nackenband und die Unterseite sind kräftig orange-rot bis kastanienfarben. Die Steuerfedern sind schwarz, das zentrale Paar hat gelbbraune Spitzen und ist an der Innenseite anfänglich weiß. Die äußeren Federn haben breite gelbbraune Streifen auf den Außenseiten.
Die Iris ist braun, der Schnabel schwärzlich, die Füße sind grau.
Beim Weibchen ist die gesamte Kopfkappe weiß gepunktet ohne Rot. Jungvögel sind blasser gefärbt, die Kopfkappe ist braun mit enger gelbbrauner Schuppung an der Stirn.

## Geografische Variation
Es werden folgende Unterarten anerkannt:
- P. r. rufiventris (Bonaparte, 1837), Nominatform, – Ostkolumbien bis Ostecuador, Nordostperu und Westbrasilien
- P. r. grandis Carriker, 1930, – Ostperu (Huánuco und Junín) und angrenzendes Amazonasbecken, 14–16 % größer, gelblicher auf der Oberseite, blasser auf der Unterseite, deutlicher erkennbarer Nackenband, seitlich schmalere Kopfkappe, beim Männchen reicht das Rot weiter nach hinten, weiße Flecken auch an der Stirn, vergleichsweise lange Zehen.
- P. r. brunneifrons Stager, 1968, – Nordbolivien (Pando, Beni und Cochabamba), etwas größer als die Nominatform, Kopfzeichnung wie bei P. r. grandis, aber dunkler, kastanienbraune Färbung auf Stirn und‚ Rücken, der rotbraune Nackenfleck ist breiter

## Stimme
Der Ruf des Männchens wird als kurze, langsame abfallende Folge hoher lispelnder Töne, meist zwei „seep seep“ beschrieben. Der Ruf besteht aus einem einzelnen oder wiederholtem quiekendem „seep“ oder im Fluge „tsit tsit“. Getrommelt wird mit einer Folge schneller Wirbel.

## Lebensweise
Die Art verhält sich unauffällig, sucht meist ohne Lautäußerung auf kleinen, gerne horizontalen Zweigen und in Lianen nach Nahrung, vermutlich Insekten. Gejagt wird  einzeln, paarweise, auch zusammen mit gemischten Jagdgemeinschaften.

## Gefährdungssituation
Der Bestand gilt als „nicht gefährdet“ (least Concern).